# Alvin and the Chipmunks: The Squeakquel
Alvin and the Chipmunks: The Squeakquel is een Amerikaanse live-action/CGI komedie uit 2009 van Betty Thomas. De film is een vervolg van de in 2007 uitgebrachte film Alvin and the Chipmunks. In 2011 kwam er een derde film, getiteld Alvin and the Chipmunks: Chipwrecked.

## Verhaal
Dave stuurt Alvin, Simon en Theodore naar school. Daar komen ze er echter al snel achter dat de school financiële problemen heeft met hun muziekprogramma. De directrice van de school is een grote fan van hen en denkt met hen de komende talentenjacht te kunnen winnen en zo hun muziekprogramma te redden. Ondertussen is Ian vrijgekomen uit de gevangenis en is op zoek naar dieren die goed kunnen zingen en dansen. Hij ontdekt toevallig de Chipettes. Hij wil hen zo vlug mogelijk beroemd maken. Ze belanden op school en moeten het opnemen tegen de Chipmunks in een wedstrijd om te ontdekken wie de school mag verdedigen in de talentenjacht. Maar de Chipmunks hechten niet veel aandacht aan de wedstrijd, ze zien het veel meer als hun taak om de Chipettes uit de handen van Ian te krijgen.

## Rolverdeling
| Acteur              | Personage | Opmerkingen |
| ------------------- | --------- | ----------- |
| Zachary Levi        | Toby      |             |
| David Cross         | Ian       |             |
| Jason Lee           | Dave      |             |
| Justin Long         | Alvin     | stem        |
| Matthew Gray Gubler | Simon     | stem        |
| Jesse McCartney     | Theodore  | stem        |
| Amy Poehler         | Eleanor   | stem        |
| Anna Faris          | Jeanette  | stem        |
| Christina Applegate | Brittany  | stem        |